# تابوآئران

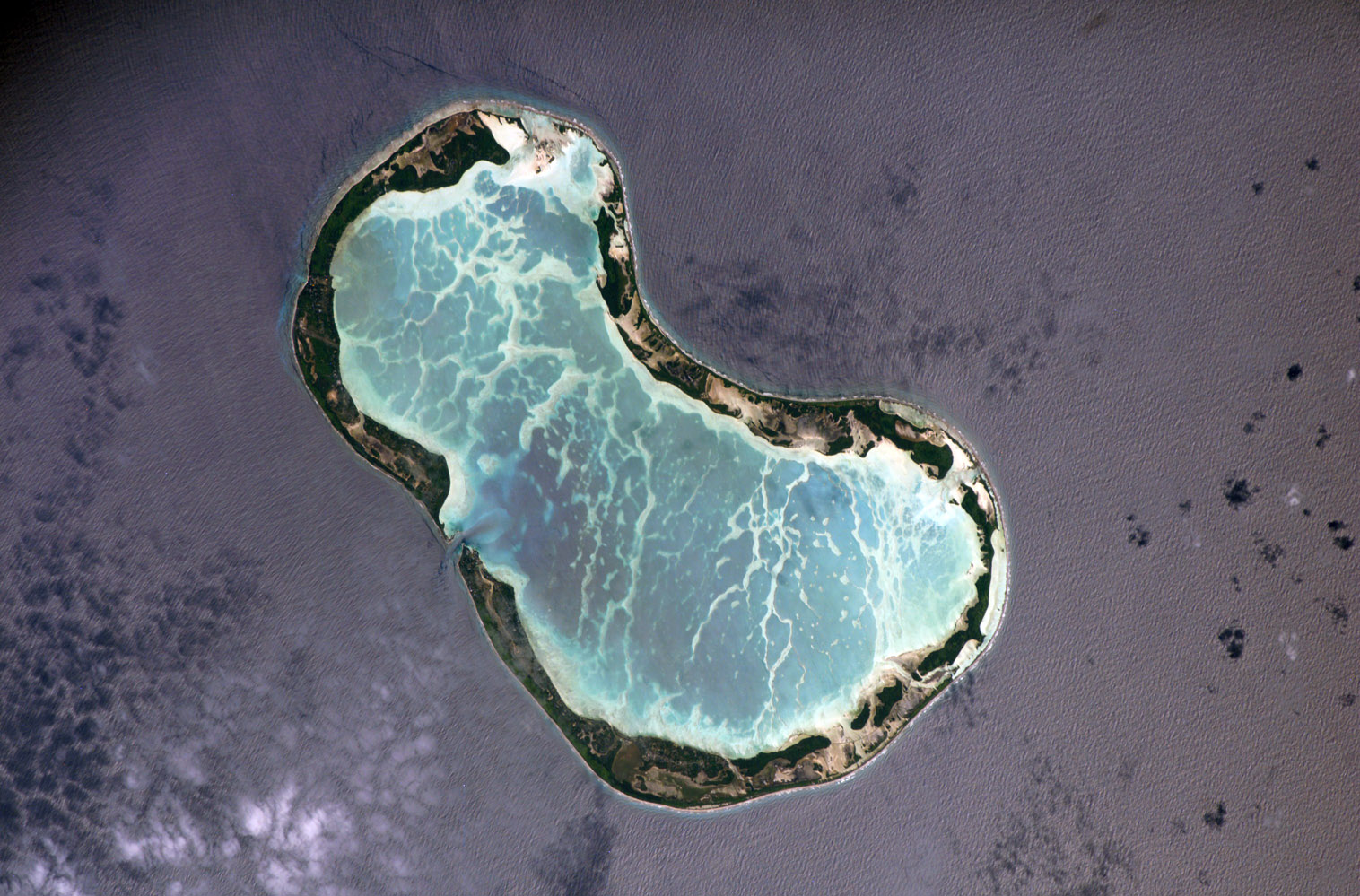
عکس فضایی جزیره تابوآئران

تابوآئران یا فنینگ یک جزیره کوچک از جزایر لاین در اقیانوس آرام است. تعداد ساکنین این جزیره بومی محدود است و بیشتر به خاطر محیط و مناظر طبیعی آن از جمله دریاچه زیبایی که در وسط جزیره قرار گرفته (و بخش اعظم جزیره را اشغال کرده)، حالت گردشگری به خود گرفته است.